# Vier Jahreszeiten Winzer

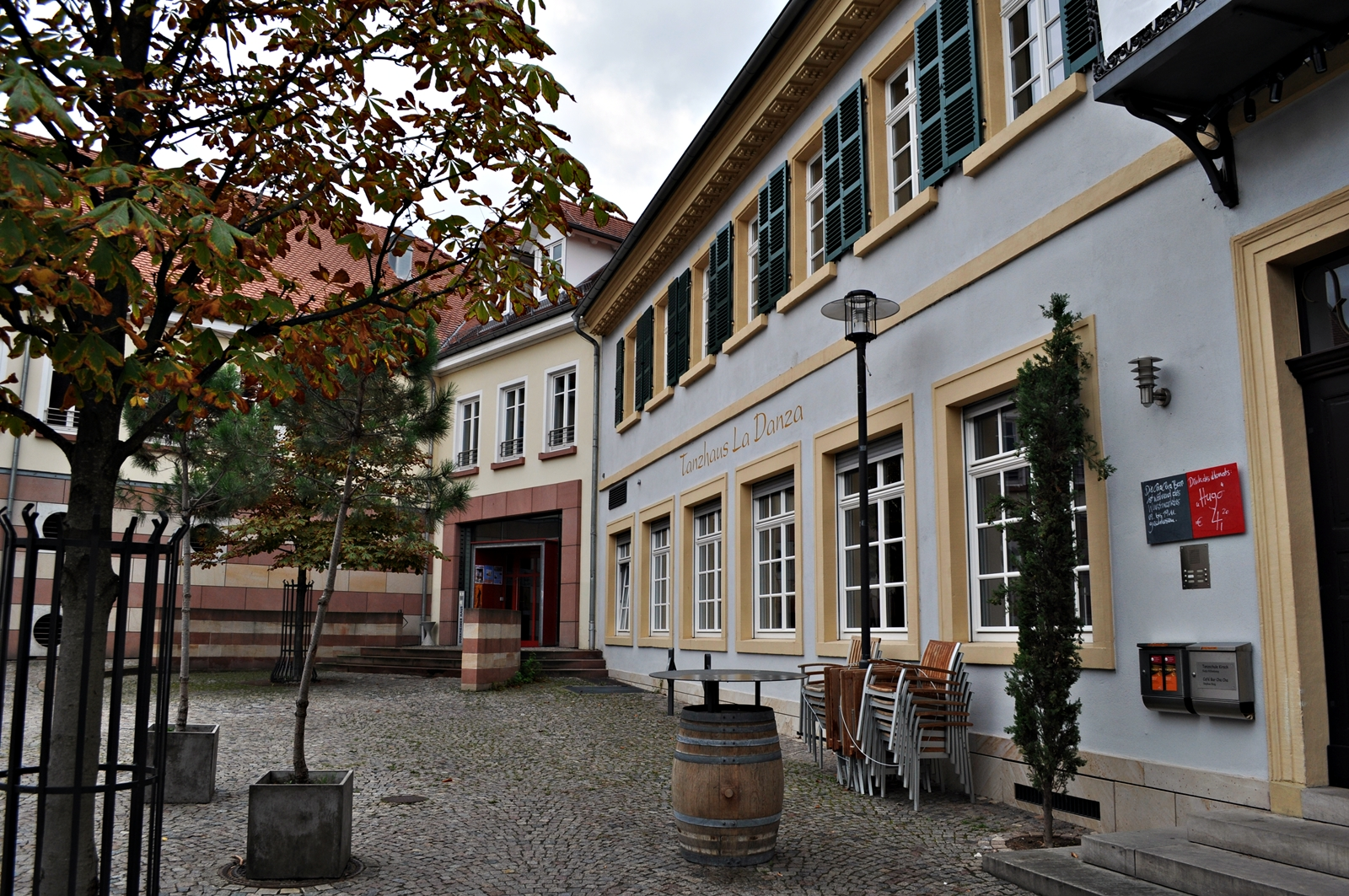
Dürkheimer Haus, jahrzehntelang Sitz der Genossenschaft Vier Jahreszeiten Winzer

Die Vier Jahreszeiten Winzer ist eine Winzergenossenschaft innerhalb der Pfalz, die ihren Sitz in Bad Dürkheim hat. Sie verfügt über die größte Rebfläche innerhalb des Weinanbaugebiets Pfalz.

## Standort und Zahlen
Das Unternehmen hat seinen Sitz in der Limburgstraße und verfügt über eine Vinothek. Die bewirtschaftete Rebfläche beträgt 647 Hektar und befindet sich innerhalb der Gemarkung der Stadt Bad Dürkheim sowie deren unmittelbarer Umgebung; die Lagerkapazität umfasst 20,3 Millionen Liter.

## Geschichte
Die Organisation wurde am 10. Juli 1900 als „Winzergenossenschaft Vier Jahreszeiten“ gegründet. Im Gründungsjahr verfügte sie über 75 Mitglieder. Ihr Sitz befand sich jahrzehntelang im Dürkheimer Haus, das die namensgebende Gaststätte „Zu den vier Jahreszeiten“ beherbergte. Zeitweilig lautete der Name Winzergenossenschaft Vier Jahreszeiten Kloster Limburg. In der Folgezeit wuchs die Genossenschaft durch Beitritte: 2018 schloss sich beispielsweise die Gebietswinzergenossenschaft Palmberg den Vier Jahreszeiten Winzern an. Rechtlich handelt es sich um eine eingetragene Genossenschaft.

## Auszeichnungen
Die Genossenschaft erhielt bereits mehrfach Preise der Deutschen Landwirtschafts-Gesellschaft.